# Pennadomo
Pennadomo – miejscowość i gmina we Włoszech, w regionie Abruzja, w prowincji Chieti.
Według danych na rok 2004 gminę zamieszkiwało 357 osób, 32,5 os./km².